# Чекалака (Муреш)
Чекалака (рум. Cecălaca) насеље је у Румунији у округу Муреш у општини Ацинтиш. Oпштина се налази на надморској висини од 326 m.

## Становништво
Према подацима из 2002. године у насељу је живело 450 становника.

### Попис2002.
| Расподела становништва по националности 2002.‍ | Расподела становништва по националности 2002.‍ | Расподела становништва по националности 2002.‍ | Расподела становништва по националности 2002.‍ | Расподела становништва по националности 2002.‍ |
| --------------------------------------------- | --------------------------------------------- | --------------------------------------------- | --------------------------------------------- | --------------------------------------------- |
|                                               |                                               |                                               |                                               |                                               |
| Румуни                                        | Румуни                                        |                                               | 139                                           | 30,9%                                         |
| Мађари                                        | Мађари                                        |                                               | 311                                           | 69,1%                                         |